# Poziom organiczny

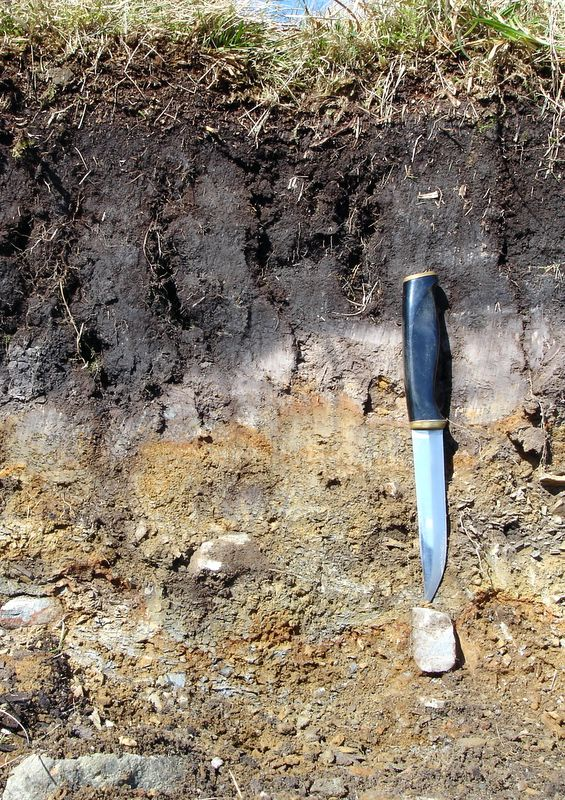
poziom organiczny w górnej części profilu gleby bielicowej

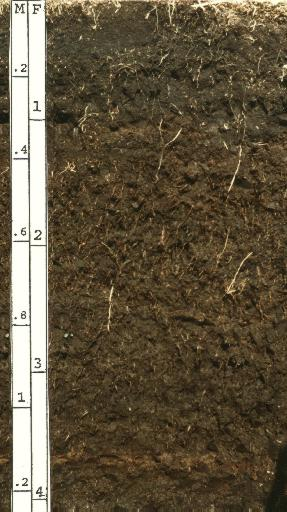
Gleba torfowa (Histosol)

Poziom lub warstwa organiczna – poziom glebowy lub warstwa glebowa, w których nagromadzona materia organiczna, o różnym stopniu przeobrażenia i rozkładu, stanowi znaczną część objętości materiału i decyduje o ich strukturze i właściwościach fizykochemicznych.
Sposób wyróżniania i nazywania poziomów (warstw) organicznych zależy od zastosowanej klasyfikacji gleb, zmieniał się on również w czasie. W szerokim rozumieniu są to wszystkie poziomy (warstwy) składające się z materiału organicznego, tzn. zawierającego przynajmniej 12-20% węgla organicznego (20-35% materii organicznej). Od ich miąższości (grubości) zależy, czy dana gleba będzie zaliczona do gleb organicznych. W takim rozumieniu do poziomów organicznych zalicza się np. poziomy organiczny, torfowy, murszowy, bagienny lub niektóre poziomy osadów limnicznych. W zależności od zastosowanej klasyfikacji poziom organiczny (warstwa organiczna) w węższym rozumieniu, czyli posiadający nazwę "poziom organiczny" i zazwyczaj oznaczany dużą literą O, może składać się z większości typów materiałów organicznych (jak w piątym wydaniu systematyki gleb Polski) lub jedynie z niektórych (jak w Soil Taxonomy), gdy inne są wydzielane pod własnymi nazwami, jak pokazano powyżej.
Akumulacja dużej ilości materii organicznej odbywa się w dwóch typach środowisk:
- w warunkach anaerobowych, podmokłych, podtapianych, z niedostatkiem tlenu, wet conditions, czyli takich gdzie materiał jest nasycony wodą w ciągu 30 kumulatywnych dni lub dłużej w roku normalnym, gdzie powstają takie materiały jak torf i muł, a po odwodnieniu (czyli zmianie warunków na bardziej suche) również mursz.
- w warunkach aerobowych, dobrego natlenienia, dry conditions, czyli takich, gdy materiał jest nasycony wodą krócej niż 30 kumulatywnych dni w roku normalnym, gdzie powstaje warstwa ściółki leśnej.

Pierwotnie wszystkie poziomy lub warstwy zawierające mniej lub bardziej przetworzoną materię organiczną nazywano poziomem akumulacyjnym lub poziomem próchnicznym. Precyzując rodzaj próchnicy rozróżniano, czy jest to próchnica czarnoziemna, czarna, bielicowa, torfowa lub inna. W Polsce dopiero na początku lat 70. XX w., wraz z trzecim wydaniem systematyki gleb Polski, wyraźnie rozdzielono poziom ściółki (A0), poziom próchniczny (akumulacyjny; A1), poziom murszowy (M), torfowy (T), gytiowy (Gt) i mułowy (Mł). Do rozróżnienia pomiędzy nimi nie stosowano wartości liczbowych, a jedynie, ocenioną przez badacza, genezę danego poziomu. Poziom organiczny wyróżniany na podstawie konkretnej wartości procentowej materii organicznej wszedł do polskiego gleboznawstwa pod koniec lat 80. XX w. wraz z czwartym wydaniem systematyki gleb Polski.

## Według systematyki gleb Polski (1989)
Poziom organiczny próchnic nadkładowych i gleb organicznych, według czwartego wydania systematyki gleb Polski, obowiązującego w latach 1989-2011, jest to poziom główny, który posiada powyżej 20% materii organicznej, świeżej lub częściowo rozłożonej. Jest on oznaczany dużą literą O. Jeżeli powierzchniowa część poziomu organicznego jest objęta procesem bagiennym (torfotwórczym, mułotwórczym), jest to wtedy poziom bagienny (P), zaś cześć profilu gleby, w której zachodzi proces murszenia, nazywamy poziomem murszenia (M). Zarówno poziom bagienny, jak i poziom murszenia mogą posiadać, podobnie jak poziom organiczny, >20% materii organicznej. Od miąższości (grubości) poziomów organicznych zależało, czy dana gleba jest zaliczana do gleb mineralnych (< 10 cm), organiczno-mineralnych (10–30 cm) lub organicznych (>30 cm).
Poziom organiczny od poziomu próchnicznego (A) odróżnia procentowa zawartość materii organicznej. Oba poziomy leżą w przypowierzchniowej części gleby, ale poziom próchniczny posiada poniżej 20% materii organicznej. Nagromadzenie dużej ilości materii organicznej może być widoczne w poziomie wzbogacania (B), jednak jest to materia organiczna iluwialna, a nie akumulowana, jak w poziomach O lub A.

## Według systematyki gleb Polski (2011)
Poziomy i warstwy organiczne według piątego wydania systematyki gleb Polski, obowiązującego od 2011 r., są poziomami głównymi lub warstwami glebowymi, w których nagromadziła się taka ilość materii organicznej, że ma ona decydujący wpływ na właściwości danego poziomu lub warstwy. Oznacza się je dużą literą O. Mogą one mieć dwojaką genezę:
- W warunkach anaerobowych (z niedostatkiem tlenu), czyli w miejscach stale lub okresowo podmokłych tworzą się warstwy (poziomy) torfowe lub torfowo-mułowe, które po osuszeniu mogą się przeobrazić w poziomy murszowe. Torf może być w różnym stadium rozkładu (od jasnego brunatnego, słabo rozłożonego torfu o gąbczastej strukturze (R1; Oi), przez średnio rozłożony (R2; Oe), po czarny, mazisty torf dobrze rozłożony (R3; Oa)). Poziom organiczny powstały w środowisku długo lub stale nasyconym wodą (zabagnionym) odróżnia od poziomu mineralnego (np próchnicznego - A) zawartość węgla organicznego: musi mieć minimum 12% Corg (ok. 20% materii organicznej), jeżeli nie posiada frakcji iłu (<0,002 mm) w części mineralnej; minimum 18% Corg (ok. 30% materii organicznej) jeżeli posiada 60% frakcji iłu lub więcej, albo proporcjonalnie pomiędzy 12% a 18% w zależności od ilości iłu pomiędzy 0% a 60%. Poziomy tej genezy mogą występować zarówno w glebach mineralnych lub, jeżeli mają miąższość (grubość) przynajmniej 40 cm, w glebach organicznych.
- W warunkach aerobowych (dobrego natlenienia), czyli w miejscach nasyconych wodą mniej niż 30 dni kumulatywnych w roku, tworzy się warstwa ściółki leśnej. Składa się ona z nagromadzonych szczątków roślinnych (igliwie, liście, gałązki etc.) i zazwyczaj ma od kilku do kilkunastu cm grubości. W zależności od typu i trofii siedliska powstają różne typy materii organicznej w glebach leśnych (dawniej typy próchnic leśnych): mull, moder i mor, gdzie ten ostatni ma wyraźnie trójdzielną budowę: poziom surowinowy (Ol), poziom butwinowy (Of), poziom epihumusowy (Oh). Dla poziomu organicznego tej genezy wartością graniczną, powyżej której poziom taki jest uznawany za poziom organiczny jest 20% węgla organicznego (ok. 35% materii organicznej).

Wszystkie utwory, zarówno organiczne, jak i mineralne, które powstają przez akumulację pod wodą szczątków organizmów wodnych lub wytrąconych minerałów, opisuje się jako poziomy i warstwy osadów podwodnych (limnicznych) i oznacza dużą literą L. Obejmują one ziemie koprogeniczne (torf osadowy, gytie, muły), ziemie okrzemkowe, kredę jeziorną oraz margle. Część z tych osadów może mieć zawartość węgla organicznego równie dużą jak poziomy i warstwy organiczne. Podobnie poziom iluwialny (wmycia), w którym zgromadziła się znaczna ilość próchnicy iluwialnej, nawet jeżeli zawiera powyżej kilkunastu % węgla organicznego jest opisywany jako poziom wzbogacania - B.

## Według klasyfikacji gleb leśnych Polski (2000)
Opublikowana przez Lasy Państwowe w 2000 r. klasyfikacja gleb leśnych Polski wyróżnia trzy poziomy główne organiczne: 
- Poziom organiczny oznaczony dużą literą O - może być dwojakiej genezy: i) warstwa ściółki (ektopróchnica) na powierzchni gleby mineralnej powstająca przy pełnym dostępie powietrza; ii) warstwa organicznych osadów w różnym stopniu storfienia i rozkładu (np. torf, gytia) na podłożu mineralnym w warunkach pełnego nasycenia wodą. Od miąższości (grubości) poziomu organicznego zależy, czy dana gleba jest zaliczona do gleb mineralnych (<15 cm), organiczno-mineralnych (15–30 cm) czy organicznych (>30 cm).
- Poziom bagienny oznaczony dużą literą P - powierzchniowa część gleby organicznej gdzie zachodzi bagienny proces akumulacji torfu, mułu lub gytii.
- Poziom murszowy oznaczony dużą literą M - powierzchniowa część gleby organicznej gdzie przynajmniej okresowo zachodzi proces murszenia (przesuszenia materiału organicznego powodującego rozkład i agregacje)[6]

## Według systemu WRB (2014)
Międzynarodowa systematyka World Reference Base for Soil Resources – WRB nie wydziela poziomów organicznych (organic horizons), zamiast tego wydzielany jest materiał organiczny - organic material. Jest to materiał składający się z dużej ilości glebowej materii organicznej zakumulowanej zarówno w warunkach dużej wilgotności jak i suchych (dry and wet conditions). Zawiera on ≥20% węgla organicznego w częściach ziemistych (<2 mm). Z materiału organicznego składają się diagnostyczne poziomy histic (≈poziom torfowy) i folic (≈poziom ściółki), może też on występować (choć nie musi) w poziomie cryic (≈poziom kriogeniczny). Materiał organiczny jest charakterystyczny dla głównej grupy glebowej histosols.

## Według amerykańskiej USDA Soil Taxonomy (1999)
Amerykańska klasyfikacja Soil Taxonomy opublikowana przez Departament Rolnictwa Stanów Zjednoczonych w 1999 r. wyróżnia poziomy organiczne (organic horizons), inaczej poziomy O (O horizons), jednak rozumie je jedynie jako poziomy powierzchniowe składające się z glebowego materiału organicznego (Organic Soil Material) powstałego w "suchych" warunkach (tzn. nasączonego wodą przez mniej niż 30 dni w normalnym roku), innymi słowy ściółkę leśną. Materiał ten zawiera ≥20% wagowych węgla organicznego.
Glebowy materiał organiczny może również powstawać w "mokrych" warunkach (tzn. nasączony wodą przynajmniej 30 dni w roku normalnym) i zawiera przynajmniej 12 do 18% wagowych węgla organicznego (w zależności od zawartości frakcji iłu), jednak poziomy zawierające taki materiał nie nazywa się już poziomami organicznymi, a torfem lub murszem (peat or muck).